# Horki
Horki bzw. Gorki (belarussisch Горкі/Horki; russisch Горки/Gorki) ist eine Stadt in der Republik Belarus in der Mahiljouskaja Woblasz mit rund 30.000 Einwohnern. 

## Geografie
Die Stadt liegt im Osten des Landes unweit der Städte Mahiljou und Orscha in Nachbarschaft des Flusses Pronja. Rund 20 km östlich verläuft die Grenze zu Russland.

## Wappen
Beschreibung: In Gold drei schwarze Berge im Schildfuß stehend sind mit je einer grünen Getreideähre besteckt.

## Geschichte
Horki wurde 1544 erstmals urkundlich erwähnt und war zu jener Zeit Teil des Großfürstentums Litauen und später des polnisch-litauischen Unionsstaates.
Während des schwedischen Russlandfeldzugs im Rahmen des Großen Nordischen Krieges weilte 
Karl XII. 1708 etwa einen Monat in Horki (9. Juli bis 16. August).
Mit der ersten Teilung Polens 1772 wurde Horki Teil des Russischen Kaiserreichs.
1861 wurde Horki das Stadtrecht verliehen.
Wenige Wochen nach Beginn des Überfalls auf die Sowjetunion im Rahmen des Deutsch-Sowjetischen Kriegs wurde Horki am 12. Juli 1941 durch die Wehrmacht besetzt. Die Besetzung dauerte bis zum 26. Juni 1944. Im August 1941 wurde ein örtliches Ghetto eingerichtet, in dem sämtliche jüdische Bewohner der Stadt als auch des Umlandes zusammengetrieben wurden. Am 7. Oktober 1941 wurde das Ghetto aufgelöst und sämtliche 2.200 Häftlinge ermordet und die Stadt danach als „judenfrei“ bezeichnet. Am Ort der Massenhinrichtungen nahe der Stadt steht seit den frühen 60er Jahren ein Denkmal für die Ermordeten.

## Bildung und Wissenschaft

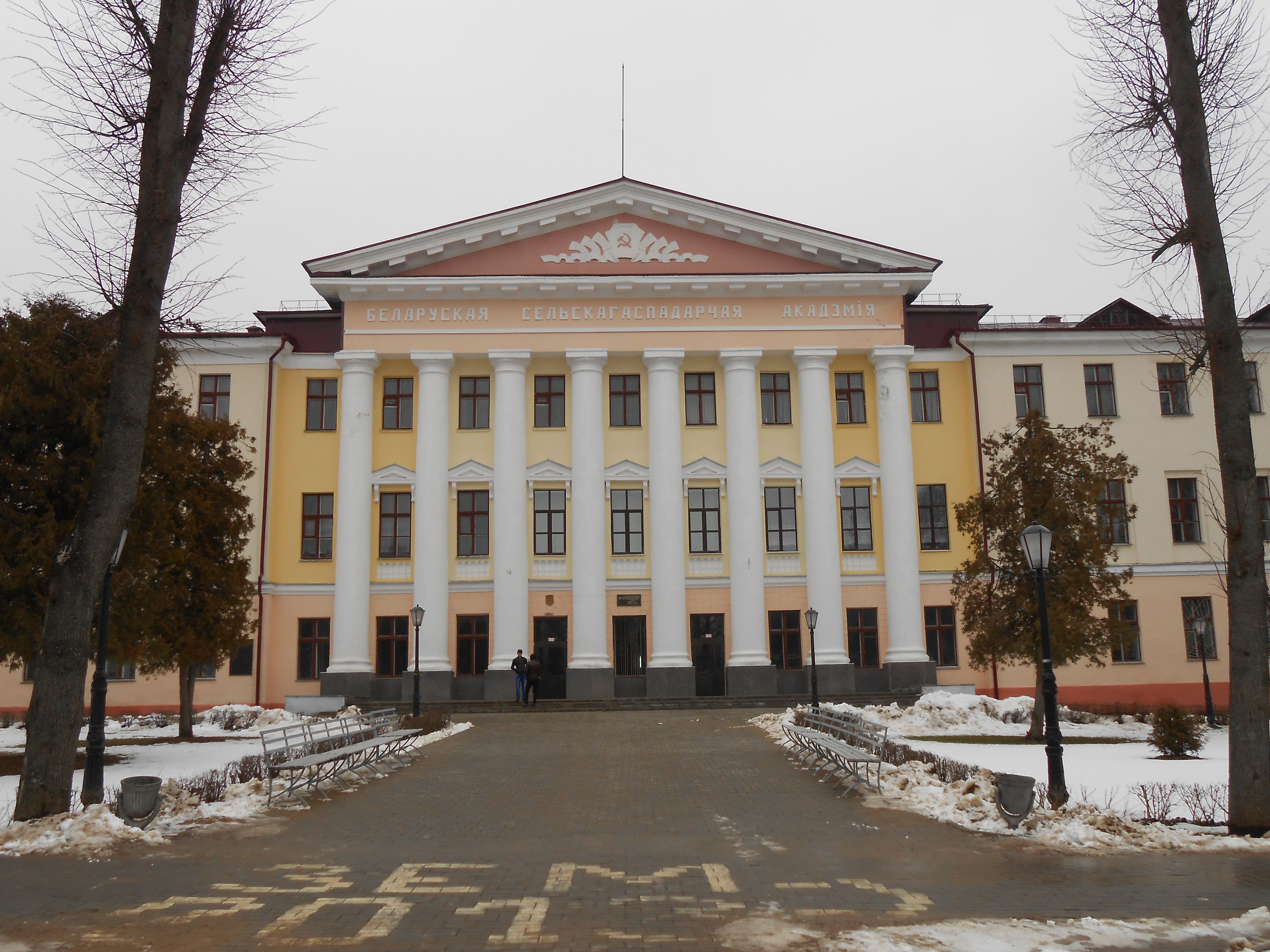
Hauptgebäude der Belarussischen staatlichen landwirtschaftlichen Akademie

In Horki ist die Belarussische staatliche landwirtschaftliche Akademie beheimatet, an der der belarussische Präsident Aljaksandr Lukaschenka studiert hat.

## Verkehr
Horki liegt an der Nebenstrecke sowohl im Schienen- als auch im Straßenverkehr von Orscha nach Mszislau und Krytschau.

## Söhne und Töchter der Stadt
- Bernhard Heinrich Michelson (1812–1887), Agronom, wirkte zwischen 1840 und 1860 als Hochschullehrer in Horki
- Lew Rasgon (1908–1999), russischer Schriftsteller
- Sjarhej Zichanouski (* 1978), Videoblogger und Geschäftsmann